# Stefano Garzelli
Stefano Garzelli (* 16. Juli 1973 in Varese) ist ein italienischer Sportlicher Leiter eines Radsportteams und ehemaliger Radrennfahrer. Sein größter Erfolg als Aktiver war der Gesamtsieg beim Giro d’Italia 2000.

## Karriere
Garzelli begann seine professionelle Karriere 1997 beim Radsportteam Mercatone Uno als Helfer für Marco Pantani. Beim Giro d’Italia 1997 übernahm er nach dem Ausscheiden von Pantani die Rolle des Klassementfahrers und wurde Gesamtneunter. Sein erster großer Erfolg war der Sieg bei der Tour de Suisse 1998 mit einem Vorsprung von 53 Sekunden auf den Schweizer Beat Zberg.
Sein größter Karriereerfolg war der Gesamtsieg des Giro d’Italia 2000. In Prato Nevoso, dem Ziel der 18. Etappe, holte er sich den Etappensieg. Auf der vorletzten Etappe, einem Bergzeitfahren von Briancon über den Col de Montgenèvre nach Sestriere, nahm er schließlich dem bis dahin führenden Francesco Casagrande über eine Minute ab und übernahm das Rosa Trikot.
Beim Giro d’Italia 2002 gewann Garzelli die zweite und fünfte Etappe und trug vier Tage lang das Rosa Trikot. Zur 10. Etappe durfte er nicht mehr antreten, da er positiv auf das Maskierungsmittel Probenecid getestet und wegen Dopings sechs Monate lang gesperrt wurde. Zudem musste er 100.000 Schweizer Franken Strafe zahlen, von denen die Hälfte für fünf Jahre zur Bewährung gestellt wurden.
Beim Giro d’Italia 2003 gewann er die dritte Etappe. Nach seinem zweiten Erfolg auf dem Monte Terminillo, dem Ziel der siebten Etappe übernahm er auch für drei Tage die Gesamtführung, ehe es ihm vom späteren Gesamtsieger Gilberto Simoni abgenommen wurde. Garzelli wurde Gesamtzweiter mit über sieben Minuten Rückstand. In der Tour de France 2003 gewann er die Sonderwertung Souvenir Henri Desgrange.

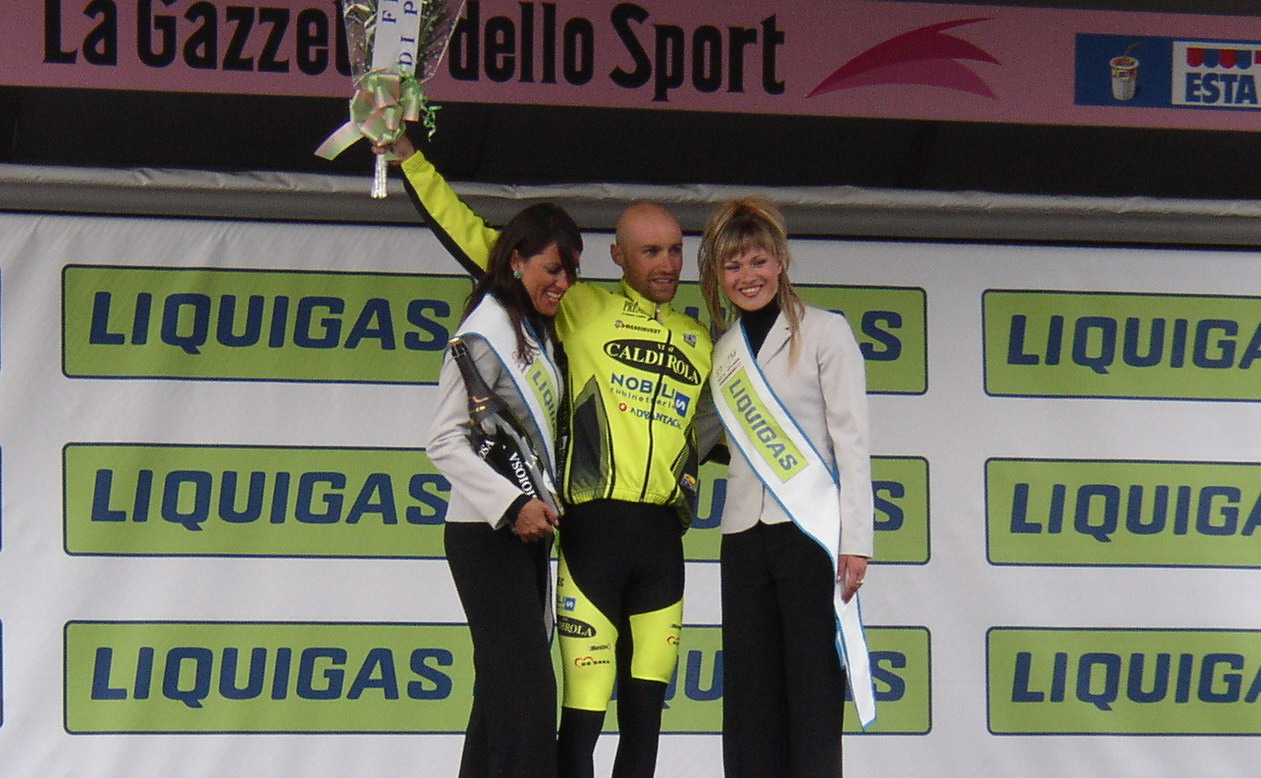
Stefano Garzelli, bei der Siegerehrung der 19. Etappe des Giro d’Italia 2004

In den Folgejahren konnte Garzelli beim Giro d’Italia seine Podiumsplatzierungen nicht mehr wiederholen, fuhr jedoch weiterhin erfolgreich: 2004 gewann er die vorletzten Etappe und belegte mit fünfeinhalb Minuten Rückstand Platz sechs. Beim 2007 siegte der Vareser bei zwei Etappen, spielte aber im Gesamtklassement keine Rolle. In den Jahren 2009 und 2011 gewann er die Bergwertung, das Maglia Verde. Beim Giro 2009 gelang im darüber hinaus seine letzte Spitzenplatzierung als Siebter. Ein weiterer Etappensieg gelang ihm beim Giro d’Italia 2010.
Zu seinen weiteren bedeutenden Erfolgen zählt der Gewinn des Etappenrennens Tirreno–Adriatico 2010. Dabei profitierte er von den besseren Etappenplatzierungen gegenüber seinem zeitgleichen Landsmann Michele Scarponi, den er erst auf der Schlussetappe aufgrund bei Zwischensprints errungener Bonfikationssekunden als Leader ablösen konnte.
Nach dem Giro d’Italia 2013, bei dem er Platz 108 belegte, beendete er seine Karriere als Radprofi und wechselte zum Jahresende in die Sportliche Leitung seines letzten Teams Vini Fantini-Selle Italia.
2014 eröffnete er eine Radschule für Nachwuchstalente bei Valencia, die er mit seiner Frau betreibt. Zudem ist er für die Rai als Kommentar tätig.

## Erfolge
| 1996 - Piccolo Giro di Lombardia 1998 - Gesamtwertung und zwei Etappen Tour de Suisse 1999 - GP Miguel Induráin - eine Etappe Baskenland-Rundfahrt 2000 - eine Etappe Settimana Ciclistica Lombarda - Gesamtwertung und eine Etappe Giro d’Italia - eine Etappe Tour de Suisse 2001 - eine Etappe Baskenland-Rundfahrt - eine Etappe Tour de Suisse 2002 - zwei Etappen Giro d’Italia 2003 - eine Etappe Giro del Trentino - zwei Etappen Giro d’Italia 2004 - Aragon-Rundfahrt - eine Etappe Tour de Romandie - eine Etappe Giro d’Italia | 2005 - Tre Valli Varesine 2006 - Rund um den Henninger-Turm - eine Etappe Luxemburg-Rundfahrt - Tre Valli Varesine 2007 - eine Etappe Giro del Trentino - zwei Etappen Giro d’Italia - eine Etappe Slowenien-Rundfahrt 2008 - zwei Etappen Giro del Trentino - zwei Etappen Vuelta a Asturias - Grand Prix de Wallonie 2009 - Bergwertung Giro d’Italia 2010 - Gesamtwertung Tirreno–Adriatico - eine Etappe Giro d’Italia 2011 - Bergwertung Giro d’Italia |

## Platzierungen bei den Grand Tours
| Grand Tour            | 1997 | 1998 | 1999 | 2000 | 2001 | 2002 | 2003 | 2004 | 2005 | 2006 | 2007 | 2008 | 2009 | 2010 | 2011 | 2012 | 2013 |
| --------------------- | ---- | ---- | ---- | ---- | ---- | ---- | ---- | ---- | ---- | ---- | ---- | ---- | ---- | ---- | ---- | ---- | ---- |
| Giro d’ItaliaGiro     | 9    | 21   | DNF  | 1    | DNF  | DNF  | 2    | 6    | DNF  | –    | 16   | –    | 7    | DNF  | 26   | –    | 108  |
| Tour de FranceTour    | –    | –    | 32   | –    | 14   | –    | DNF  | –    | 32   | 55   | –    | –    | –    | –    | –    | –    | –    |
| Vuelta a EspañaVuelta | –    | –    | –    | –    | –    | –    | –    | 11   | –    | –    | –    | –    | –    | –    | –    | –    | –    |